# Trónok harca (1. évad)
Jelen szócikk a Trónok harca című amerikai fantasy-dráma televíziós sorozat első évadának adatlapja. Az évad premierjének bemutatására az Egyesült Államokban az HBO csatornán került sor 2011. április 17-én, egészen az év június 19-ig. A sorozat részeinek bemutatása Magyarországon feliratozva egy nappal az eredeti vetítést követően történt, míg az első rész szinkronizálva 2011. április 18-án, az utolsó pedig június 20-án került bemutatásra. A tíz epizódból álló évad részei egyenként körülbelül 55 percet tesznek ki. Az évad az amerikai regényíró George R. R. Martin A tűz és jég dala című könyvsorozatának első részét, az 1996-ban azonos címen megjelent Trónok harca könyvet dolgozza fel. A történet egy fiktív világban játszódik, elsősorban a hét királyságból álló Westeros és a tőle keletre fekvő Essos kontinenseken. A sorozat alaphelyzete, hogy az északon élő nemesi Stark-házból származó Lord Eddard „Ned” Stark (Sean Bean) a hét királyság fővárosába utazik a király felkérése, miután a király segítője titokzatos módon meghal.

## Szereplők
Lásd még: A tűz és jég dala szereplőinek listája cikket

### Főszerepben
- Sean Bean, mint Lord Eddard Stark (9 epizód)
- Mark Addy, mint Robert Baratheon király (7 epizód)
- Nikolaj Coster-Waldau, mint Ser Jaime Lannister (8 epizód)
- Michelle Fairley, mint Lady Catelyn Stark (9 epizód)
- Lena Headey, mint Cersei Lannister királynő (10 epizód)
- Emilia Clarke, mint Daenerys Targaryen (9 epizód)
- Peter Dinklage, mint Tyrion Lannister (9 epizód)
- Kit Harington, mint Havas Jon (8 epizód)
- Iain Glen, mint Ser Jorah Mormont (9 epizód)
- Aidan Gillen, mint Lord Petyr Baelish, „Kisujj” (8 epizód)
- Harry Lloyd, mint Viserys Targaryen (5 epizód)
- Sophie Turner, mint Sansa Stark (9 epizód)
- Maisie Williams, mint Arya Stark (9 epizód)
- Richard Madden, mint Robb Stark (8 epizód)
- Alfie Allen, mint Theon Greyjoy (9 epizód)
- Isaac Hempstead-Wright, mint Brandon Stark (8 epizód)
- Jack Gleeson, mint Joffrey Baratheon (10 epizód)
- Rory McCann, mint Sandor Clegane, a „Véreb” (8 epizód)
- Jason Momoa, mint Khal Drogo (9 epizód)

### Mellékszerepben
A falon
- James Cosmo, mint Lord Jeor Mormont parancsnok (5 epizód)
- Peter Vaughan, mint Aemon mester (3 epizód)
- Brian Fortune, mint Othell Yarwyck (2 epizód)
- Joseph Mawle, mint Benjen Stark (3 epizód)
- Francis Magee, mint Yoren (5 epizód)
- Owen Teale, mint Ser Alliser Thorne (4 epizód)
- John Bradley, mint Samwell Tarly (5 epizód)
- Josef Altin, mint Pypar (6 epizód)
- Mark Stanley, mint Grenn (6 epizód)
- Luke McEwan, mint Rast (6 epizód)
- Bronson Webb, mint Will (1 epizód)

Északon
- Art Parkinson, mint Rickon Stark (3 epizód)
- Clive Mantle, mint Lord Jon Umber (3 epizód)
- Steven Blount, mint Lord Rickard Karstark (1 epizód)
- Donald Sumpter, mint Luwin mester (7 epizód)
- Ron Donachie, mint Ser Rodrik Cassel (9 epizód)
- Jamie Sives, mint Jory Cassel (5 epizód)
- Susan Brown, mint Septa Mordane (6 epizód)
- Margaret John, mint Öreg Nan (2 epizód)
- Kristian Nairn, mint Hodor (5 epizód)
- Natalia Tena, mint Osha (4 epizód)

Délen
- Charles Dance, mint Lord Tywin Lannister (4 epizód)
- Lino Facioli, mint Lord Robin Arryn (3 epizód)
- David Bradley, mint Lord Walder Frey (1 epizód)
- Kate Dickie, mint Lady Lysa Arryn (3 epizód)
- Finn Jones, mint Ser Loras Tyrell (2 epizód)
- Ian Gelder, mint Ser Kevan Lannister (3 epizód)
- Conan Stevens, mint Ser Gregor Clegane, a „Hegy” (2 epizód)
- Jerome Flynn, mint Bronn (5 epizód)
- Sibel Kekilli, mint Shae (2 epizód)

Királyvárban
- Callum Wharry, mint Tommen Baratheon (4 epizód)
- Aimee Richardson, mint Myrcella Baratheon (4 epizód)
- Gethin Anthony, mint Lord Renly Baratheon (5 epizód)
- Julian Glover, mint Pycelle nagymester (8 epizód)
- Conleth Hill, mint Lord Varys, a „Pók” (7 epizód)
- Ian McElhinney, mint Ser Barristan Selmy (6 epizód)
- Ian Beattie, mint Ser Meryn Trant (2 epizód)
- Wilko Johnson, mint Ser Ilyn Payne (3 epizód)
- Dominic Carter, mint Janos Slynt (3 epizód)
- Eugene Simon, mint Lancel Lannister (4 epizód)
- Miltos Yerolemou, mint Syrio Forel (3 epizód)
- Joe Dempsie, mint Gendry (2 epizód)
- Esmé Bianco, mint Ros (5 epizód)
- Eros Vlahos, mint Lommy Greenhands (1 epizód)
- Ben Hawkey, mint Meleg Pite (1 epizód)
- David Scott, mint Beric Dondarrion (1 epizód)

A Keskeny-tengeren túl
- Roger Allam, mint Magister Illyrio Mopatis (2 epizód)
- Dar Salim, mint Qotho (6 epizód)
- Elyes Gabel, mint Rakharo (7 epizód)
- Amrita Acharia, mint Irri (9 epizód)
- Roxanne McKee, mint Doreah (6 epizód)
- Mia Soteriou, mint Mirri Maz Duur (3 epizód)

## Epizódok
Lásd még: a Trónok harca első évadjának epizódleírása cikket

## Fordítás
Ez a szócikk részben vagy egészben  a   Game of Thrones (season 1) című angol Wikipédia-szócikk fordításán alapul.  Az eredeti cikk szerkesztőit annak laptörténete sorolja fel. Ez a jelzés csupán a megfogalmazás eredetét és a szerzői jogokat jelzi, nem szolgál a cikkben szereplő információk forrásmegjelöléseként.